# Pétkoia
Pétkoia (en rus: Петкоя) és un poble de la República de Komi, a Rússia, segons el cens del 2010 tenia un habitant.